# Josefina López López-Gay
Josefina López López-Gay, más conocida como Pina López Gay y en la clandestinidad como Inés (Almería, 11 de marzo de 1949 - Sevilla, 7 de agosto de 2000) fue una dirigente política y sindical española. Dirigió la Joven Guardia Roja de España, organización juvenil del Partido del Trabajo de España (PTE) en los años finales de la dictadura franquista y los iniciales de la democracia. Fue apodada la rosa roja de la transición. Especialista en antropología e historia de América, en 1985 asumió la vicepresidencia de la Comisión para el V Centenario.

## Biografía
Nació en el seno de una familia conservadora procedente de Alhama de Almería de tradición falangista y franquista. Su padre, Mario López Rodríguez, fue secretario general del Gobierno Civil de Almería en 1942 y, más tarde, del de Sevilla durante cerca de 38 años. Eran siete hermanos. Estudió en el Sagrado Corazón de El Valle en Sevilla y en el Instituto Murillo.

### Trayectoria política
Inició sus estudios en la Facultad de Filosofía y Letras de la Universidad de Sevilla en el curso 1970-71 momento en el que se implicó en el movimiento estudiantil antifranquista, al entrar a formar parte de las Juventudes Universitarias Revolucionarias, vinculadas al Partido Comunista de España (i), antecedente del PTE. En 1975 fue elegida representante nacional en la Reunión General de Universidades.
En 1973 ingresó en la Joven Guardia Roja, organización de la que en 1976 fue elegida secretaria general siendo la única mujer al frente de una organización política en España. Además, formó parte del comité ejecutivo federal y del comité central del Partido de los Trabajadores de España.
En las elecciones generales de 1979, fue candidata de este partido, ocupando el segundo puesto de la lista electoral por Madrid, pero no salió elegida.  Durante esa campaña resultó herida como consecuencia de una agresión de jóvenes vinculados a la extrema derecha. Durante su actividad política se le abrieron dos consejos de guerra y sufrió varias agresiones físicas por parte de grupos fascistas. Durante el golpe de Estado de 1981, fue secuestrada por jóvenes de extrema derecha durante unas horas y posteriormente liberada sin sufrir daños. 
En mayo de 1980 abandonó el Partido de los Trabajadores, tras la fusión del PTE con la ORT. A pesar de las ofertas del entonces presidente de la Junta de Andalucía Manuel Chaves, nunca volvió a la política

### Trayectoria profesional
En agosto de 1981 dirigió el curso de la Universidad Internacional Menéndez Pelayo sobre la situación de la mujer en diferentes democracias europeas.  Publicó varios artículos periodísticos en El País y un libro en el que transmitió su ideología marxista y feminista, La mujer en el mundo actual: notas sobre el feminismo (1982). Hasta el año 1983 fue la coordinadora de los cursos de la Universidad Internacional Menéndez y Pelayo, dirigiendo el seminario Lo femenino y lo masculino en nuestro tiempo: ¿ruptura o continuidad? Consideraba que " El feminismo representaba un movimiento "universal" en cuanto que sería capaz de sostener la "utopía de un mundo de relaciones humanas, libres e iguales entre seres diferentes".
En paralelo, se especializó en cuestiones de antropología médica e historia de América (y en concreto de la conquista de México). En 1985 asumió la vicepresidencia de la Comisión para el V Centenario base para la organización de la Exposición Universal de 1992 de Sevilla, desde donde impulsó el Instituto Cervantes, la Casa de América o la Cumbre de Jefes de Estado Iberoamericanos de Sevilla-92. Como parte de la promoción de la actividad de la comisión, participó en un programa de Con las manos en la masa.
Murió de un infarto de miocardio un mes después de operarse de un tumor el 7 de agosto de 2000.

## Vida personal
En 1983 contrae matrimonio civil con el empresario Ignacio García de Cortázar y Ruíz de Aguirre, con quien tuvo una hija, Mar.

## Publicaciones
- La mujer en el mundo actual: notas sobre el feminismo (coordinadora) (1982).[14]
- «La Cooperación exterior en el marco de la conmemoración del Quinto Centenario del Descubrimiento de América» (1991).[15]

## Reconocimientos
- En septiembre de 1993 el Gobierno de Chile le concedió la condecoración “Gabriela Mistral” en reconocimiento a su labor al frente de la vicepresidencia de la Comisión del V Centenario[5]
- En 2000 recibió un homenaje póstumo en la Casa de América.[16]
- El 29 de junio de 2018 el pleno del Ayuntamiento de Sevilla acordó por unanimidad dar su nombre a una calle en el distrito de Bellavista.[17]